# Millstone Rig
Der Millstone Rig ist ein Hügel in den Pentland Hills. Die 439 m hohe Erhebung liegt im Zentrum im südlichen Teil der rund 25 km langen Hügelkette in der schottischen Council Area Scottish Borders.
Die nächstgelegene Ortschaft ist das rund fünf Kilometer nordwestlich gelegene Tarbrax. West Linton ist sechs Kilometer östlich vor der Ostflanke der Pentland Hills gelegen. Zu den umgebenden Hügeln zählen der White Craig im Westen, der Mealowther im Norden sowie der Craigengar im Nordosten.

## Umgebung
An der Westflanke des Millstone Rig entspringen mehrere Bäche, die sich zum Medwin Water vereinen, das entlang der Südflanke verläuft. Zunächst markiert es die Grenze zwischen West Lothian und South Lanarkshire, dann zwischen South Lanarkshire und den Scottish Borders, bevor es sich zum South Medwin erweitert.
Am Medwin Water an der Südostflanke des Millstone Rig findet sich in Aufzeichnungen ein als „Roger’s Kirk“ bezeichnet Ort. Ob es sich hierbei um eine Kapelle handelte, ist nicht gesichert. Zwar existiert eine Zeichnung einer ruinösen Kapelle, doch erscheint ein Bauwerk an diesem Ort unwahrscheinlich. Die Steinhaufen könnten unter diesem Namen auch als Versammlungsort von Covenantern genutzt worden sein. Möglicherweise wurde auch nur eine Schlucht so bezeichnet.